# Palazzo Caporali
Pour les articles homonymes, voir Caporali.
Le Palazzo Caporali est un palazzo du centre historique de Cesena en Émilie-Romagne (Italie).

## Historique
Le bâtiment, datant du début du XVIIe siècle passa entre les mains des familles Stivaloni, Tonti qui, en 1622, devint un collège religieux jusqu’au début du XIXe siècle où il fut acquis par la famille Caporali.
À la fin du XXe siècle le palazzo subit une série de restaurations dont la dernière, en 1984, permit de rétablir des éléments du XVIe siècle, y compris les balcons donnant sur la cour. Le long de la via Caporali, le soubassement de brique et les barbacanes qui, à l’origine étaient entourés des eaux du torrent Cesuola. Côté rue, la façade finement travaillée présente deux fenêtres à meneaux du XVIe siècle, placées en haut de la cage d’escalier, composées d'arches soutenues par des colonnes à chapiteaux corinthiens.

## Galerie de photos

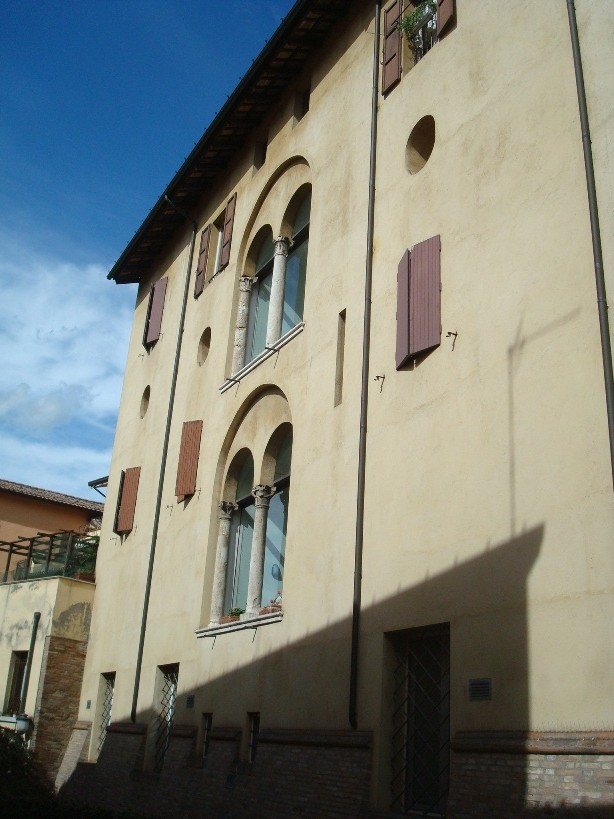
Palazzo Caporali
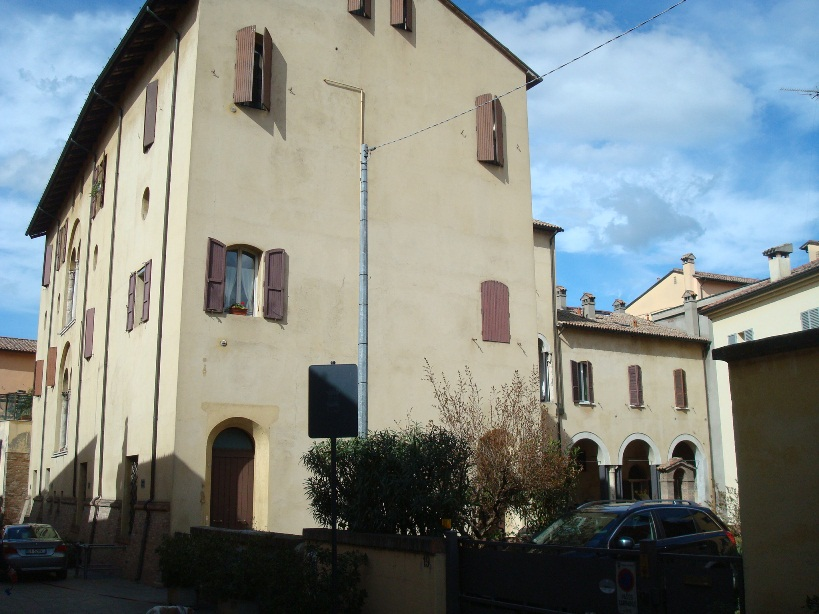
Palazzo Caporali